# Sobralieae
Sobralieae je tribus orhideja, dio potporodice Epidendroideae. Postoje tri roda; tipični je sobralija (Sobralia) Ruiz & Pav. s 169 vrsta iz Srednje i Južne Amerike.

## Rodovi
Tribus Sobralieae Pfitzer
1. Sertifera Lindl. & Rchb.f. 9 spp.)
2. Elleanthus C. Presl 135 spp.)
3. Sobralia Ruiz & Pav. 193 spp.)